# Ayatolá

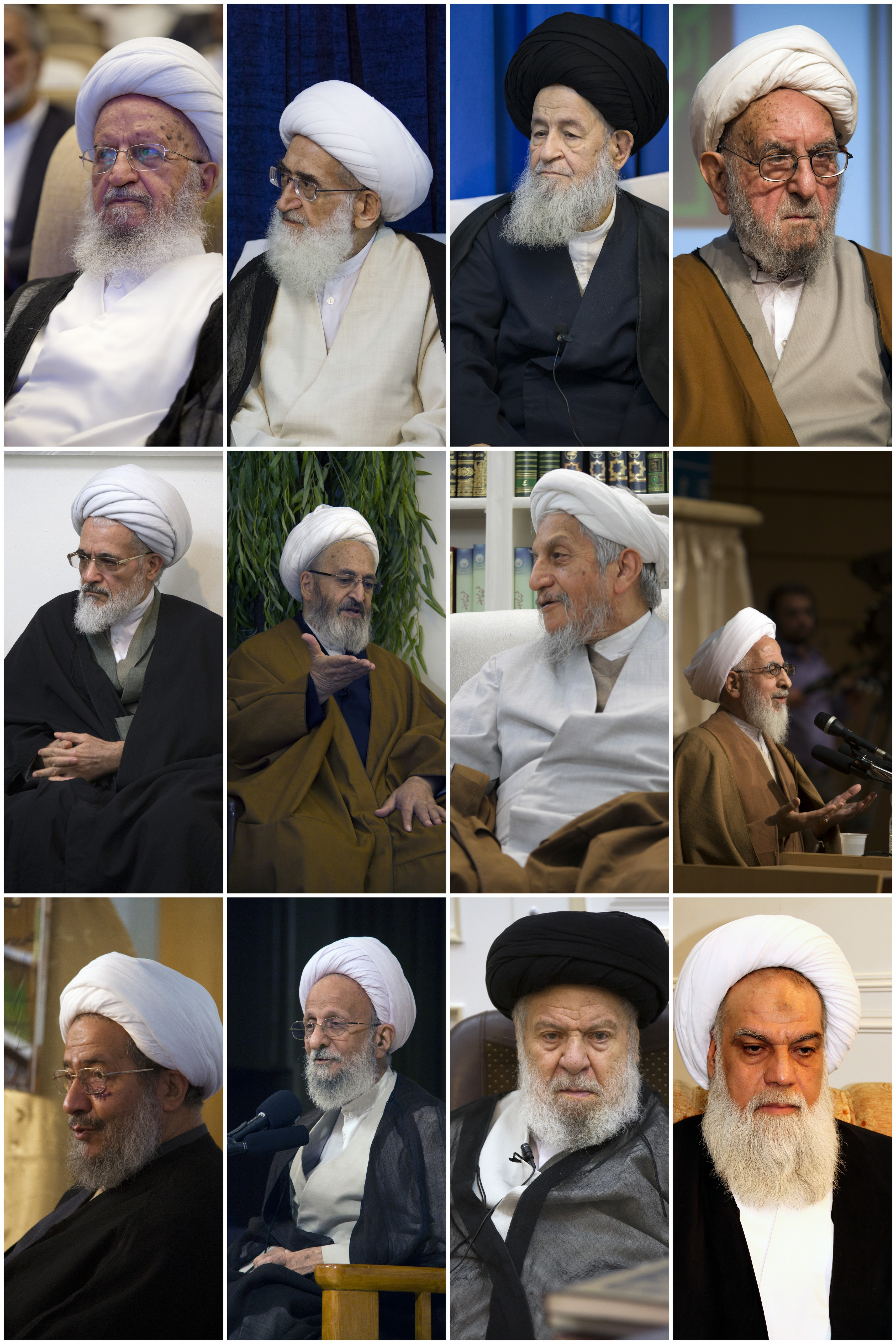

El ayatolá o ayatola (del persa آیت‌الله ayatollah, este a su vez del árabe آيةالله āyatu l-lāh, ‘señal de Alá’ o ‘señal de Dios’, de āyat ‘señal’ y Allah ‘Dios’) es el segundo título más alto dentro del clero chií duodecimano. Los ayatolás son considerados expertos en estudios islámicos como la jurisprudencia, la filosofía, el conocimiento iluminativo y la moral. El título anterior en la jerarquía islámica es el de hoyatoleslam («prueba del islam»), y el superior «gran ayatolá» (en árabe آیت‌الله العظمی āyatullāh al-ʿuẓmà), acordado a menudo a las máximas autoridades reconocidas, las «fuentes de emulación» (en persa, مرجع تقلید marŷaʿ-e taqlid). No existe una correspondencia sistemática entre los grados de estudios religiosos y el escalafón de los distintos títulos, si bien algunos consideran que la costumbre establece el rango de ayatolá para quienes han completado el grado suplementario al fiqh y los principios de la religión (en persa, خارج فقه و اصول, jâreŷ-e feqh va oṣul). Se considera que los ayatolás no tienen derecho a imitar a las fuentes de emulación, sino que deben resolver por sí mismos sus propias dudas mediante la práctica del iŷtihād —aunque los demás no deben adoptarlos como modelo antes de que sean reconocidos ellos mismos por sus pares como «fuentes de emulación».

## Etimología y origen histórico
El término está tomado del Corán:

20. En la tierra hay signos para los convencidos,

21. y en vosotros mismos también. ¿Es que no veis?
Corán, azora 51, en la traducción de e.quran.com

La primera persona a quien se aplicó el título de «ayatolá» —y el único en ser conocido como tal durante siglos— fue el teólogo y alfaquí iraquí ʿAllāmat al-Ḥillí (1250-1325), por su precoz dominio de las ciencias islámicas y su contribución capital a la sistematización de la jurisprudencia islámica. El siguiente en recibirlo fue محمدمهدی بحرالعلوم el iraquí de origen iraní Seyed Mohammad Mehdí Bahr ol-ʿOlum (1742-1797) y, tras él, el sheij Mortezá Ansarí (Dezful, 1799-Nayaf, 1864) y Seyed Mohammad Hasan Hoseiní Mirza-ye Shirazí (Shiraz, 1851-Samarra, 1933). Los historiadores de la Revolución constitucional iraní (1905-1911) lo aplicaron a algunos alfaquíes del período, como Mohammad Kazem Jorasaní (Mashhad, 1839-Nayaf, 1911). Con el desarrollo de las escuelas de estudios teológicos de Qom por Abdolkarim Haerí Yazdí (Yazd, 1859-Qom, 1937) desde la década de 1920, el título se le aplicó a él y tras la popularización tras la Segunda Guerra Mundial por personalidades de gran influencia como Seyyed Hosein Boruyerdí (Boruyerd, 1875-Qom, 1961) y Seyyed Abolqasem Kashaní (Teherán, 1881-1962), tendió a extenderse a los enseñantes de Qom y a todos aquellos a los que se les reconoce la capacidad de iŷtihad.

## Breve lista de ayatolás
- ʿAllāmat al-Ḥilli (1250-1325).
- Seyyed Alí Jamenei (1939-).
- Akbar Hashemí Rafsanyaní (1934-2017).
- Gran Ayatolá Sayyid Ali al-Sistani (1930-).
- Gran ayatolá Mohamed Husein Fadlalá (1935-2010).
- Gran ayatolá Hosein Alí Montazerí (1922-2009).
- Imam Ruhollah Jomeini (1902-1989).
- Alamé Tabatabaí (1903-1981).
- Gran ayatolá Seyyed Hosein Boruyerdí (1875-1961).
- Ayatolá Seyyed Abdollah Behbahaní (1840-1910).